# Kachovka
Kachovka (ukrajinsky Каховка) je město v Chersonské oblasti na Ukrajině. V roce 2022 žilo v Kachovce přes 34 tisíc obyvatel.

## Geografie
Město leží na levém břehu Kachovské přehrady na Dněpru naproti Beryslavu; zhruba 71 kilometrů na východ od Chersonu. S Beryslavem je Kachovka nejblíže spojena mostem vedoucím ze západně ležící Nové Kachovky, nejbližší další mosty jsou v Chersonu respektive v Záporoží. Přes most v Nové Kachovce vede evropská silnice E58, která pak prochází jižně od Kachovky.

### Administrativní dělení
Město se skládá z pěti místních částí: Korobky (Kоробки), Malokachovka (Малокаховка), Rozdolne (Роздольне), Čornomorivka (Чорноморівка) a Vilna Ukrajina.

## Historie

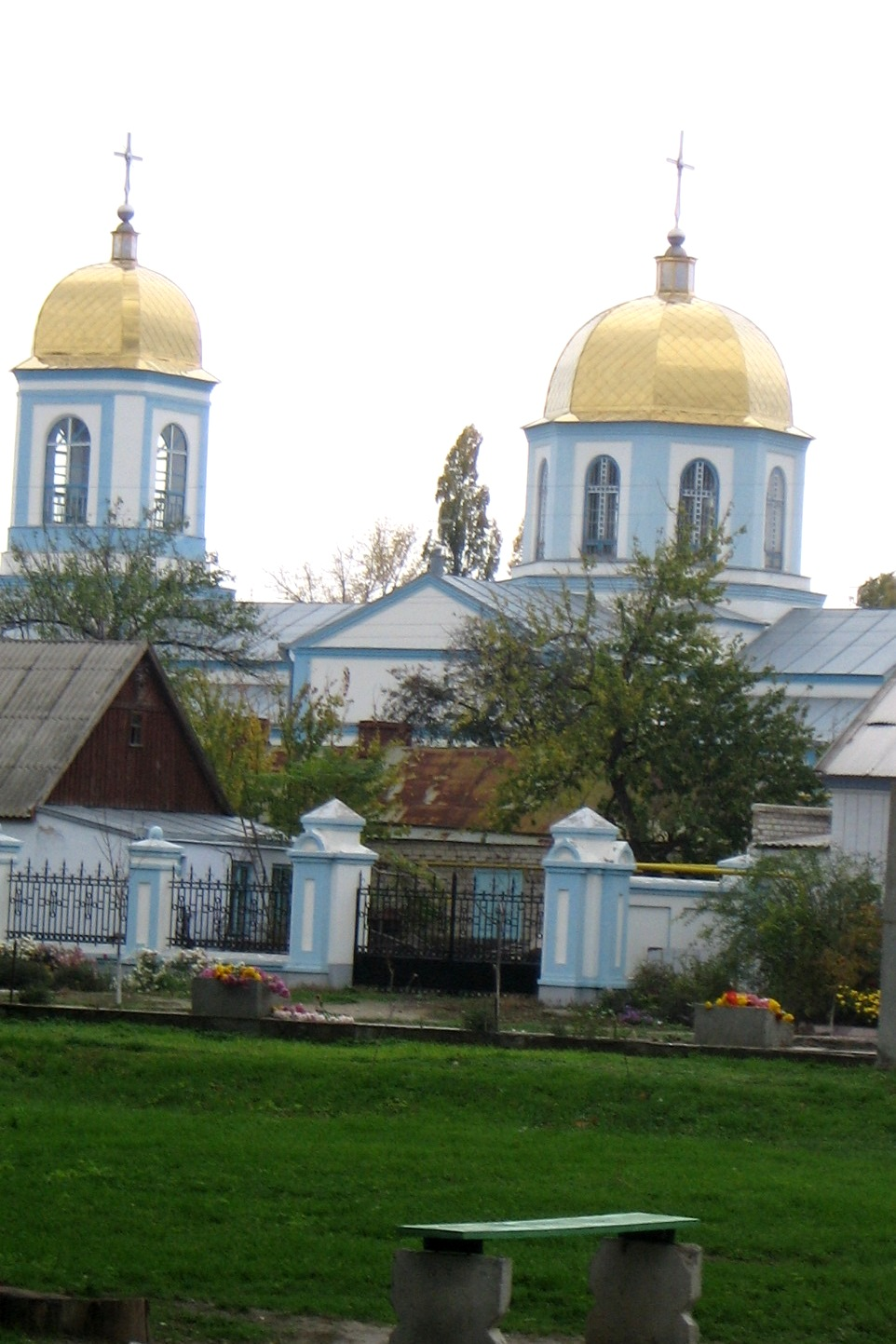
Preobraženský chrám

Město Kachovka bylo založené v roce 1791 po porážce Osmanské říše a zničení Krymského chanátu v průběhu rusko-turecké války 1787 - 1792. Nové město Kachovka bylo postavené ruským generálem D.M. Kulikovským a bylo pojmenované po ruském oblastím gubernátorovi Vasilijem Kachovským.
Za ruské občanské války v letech 1917-1920 zde probíhaly těžké boje mezi bělogvardějci, vedenými generálem Wrangelem a Rudou armádou. Na památku 50. výročí byl v roce 1967 postaven bronzový pomník sovětskému jezdectvu Legendární Tačanka, který je dosud dominantou města.
V roce 1938 Kachovka získala sovětská městská práva.
30. srpna 1941 město obsadil německý wehrmacht v rámci operace Barbarossa. Fašisté zde zřídili věznici a zlikvidovali židovské obyvatelstvo. K vítězství Velké vlastenecké války po invazi 4. ukrajinského frontu přispělo v okolí Kachovky také silné partyzánské hnutí. Město bylo osvobozeno 4. listopadu 1943.

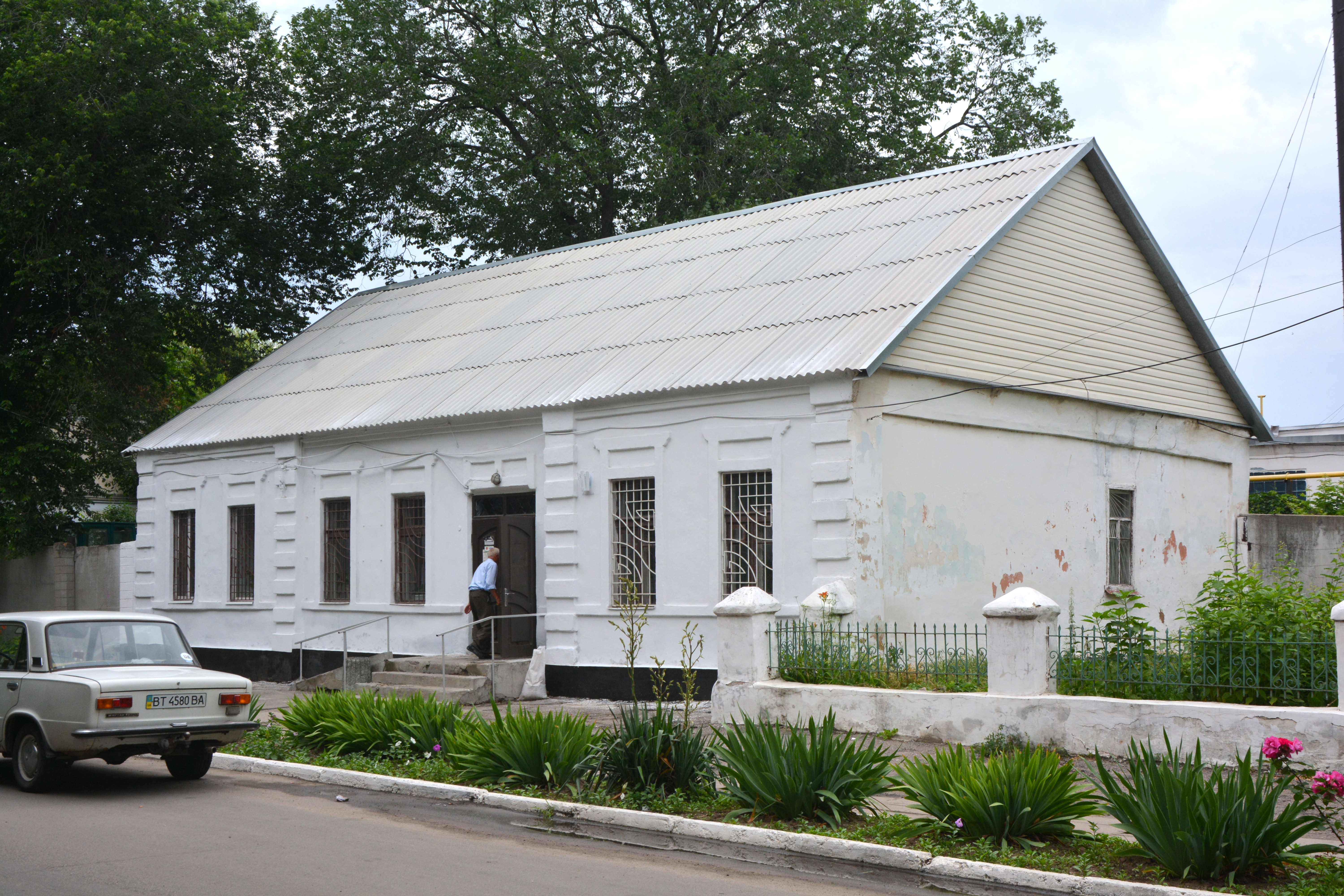
Dům ve Frunzeho čtvrti

V letech 1947-1956 byla na Dněpru zbudována důležitá vodní elektrárna, která zásobuje elektřinou velké území Chersonské oblasti. Zároveň byly zbudovány konzervárny a obytná čtvrť Michaila Frunzeho (kolonie je nyní chráněnou památkou).
V roce 1991 získala Kachovka významné hospodářské postavení v samostatné Ukrajině. V roce 1996 zde švédští podnikatelé z dosavadní potravinářské továrny vytvořili moderní zemědělsko-hospodářský komplex Čumak (Чумак).
Od počátku ruské invaze na Ukrajinu 24. února roku 2022 je město okupováno Ruskou federací.

## Významné osobnosti
- Alexander Spendiarjan (1871-1938) - arménský hudební skladatel a dirigent, zdejší rodák

## Asteroid
- Po městě byl pojmenován asteroid.